# Cloudina hartmanae
Cloudina hartmanae är en ringmaskart som beskrevs av Germs 1972. Cloudina hartmanae ingår i släktet Cloudina, klassen havsborstmaskar, fylumet ringmaskar och riket djur. Inga underarter finns listade i Catalogue of Life.